# 布斯鎮區 (明尼蘇達州奧特泰爾縣)
布斯鎮區（英語：Buse Township）是位於美國明尼蘇達州奧特泰爾縣的一個行政鎮區。

## 歷史
布斯鎮區於1870年設立。鎮區得名自早期定居者歐內斯特·布斯（Ernest Buse）。

## 地方資料
布斯鎮區的面積為78.37平方千米，當中陸地面積為71.95平方千米，而水域面積為6.42平方千米。根據2020年美國人口普查的數據，當地共有人口474人，而人口密度為每平方千米6.05人。